# Феранте Колнаго
Феранте Колнаго (Сплит, 11. јул 1907 — Београд, 15. мај 1969) био је југословенски и хрватски фудбалер.

## Каријера
Феранте Колнаго је рођен у Сплиту 11. јула 1907. године од оца Антуна и мајке Јосипе. Његов отац је био познати хрватски и југословенски археолог. Каријеру је започео у подмлатку Хајдук Сплита, где је играо од 1916. до 1923. године. Професионалну каријеру започео је у ХШК Конкордија (1923—1926), а након тога играо за СК Соко Београд, од 1926. до 1929. године. У периоду од 1929. до 1931. године играо је за Олимпик Марсељ, где је отишао заједно са Ивицом Беком, а каријеру завршио у Рапиду Букурешт (1931—1938).
За фудбалску репрезентацију Југославије одиграо је једну утакмицу. Наступио је 19. маја 1929. године, на мечу против репрезентације Француске у Паризу, када је Југославија поразила домаћина резултатом 3:1.
Након теже повреде вратио се у Београд, где је радио као високи банкарски службеник. Феранте је играо на позицији одбрамбеног играча, најчешће центархалфа.
Феранте Колнаго се женио два пута, са Маргаритом и са Зором. Син му је био познати југословенски и хрватски музичар, басиста и оснивач Нових фосила Маринко Колнаго (1942–2025).